# Jacques Schlosser
Jacques Schlosser (Lembach, 23 aprile 1939 – Strasburgo, 19 novembre 2024) è stato un biblista e presbitero francese.

## Biografia
Schlosser si è laureato in teologia all'università di Strasburgo nel 1966 e nello stesso anno è stato ordinato prete. Successivamente ha perfezionato i suoi studi a Roma al Pontificio Istituto Biblico, dove nel 1970 ha conseguito la licenza in Sacra Scrittura. Dal 1971 ha insegnato a Strasburgo all'Université Marc Bloch, dove fra il 1986 e il 1991 è stato decano. Nel 2004 ha smesso di insegnare.
Schlosser è stato autore di numerose pubblicazioni. I suoi studi hanno riguardato il Gesù storico e il Nuovo Testamento.

## Libri
- Le Dieu de Jésus, 1987
- Jésus de Nazareth, 1999
- The Catholic Epistles and the Tradition, (BEThL 176), Leuven, Leuven University Press – Peeters, XXIV, 2004, 569 p.
- Le corpus des épîtres catholiques, dans J. SCHLOSSER (éd.), The Catholic Epistles and the Tradition (BEThL 176), Leuven, Leuven University Press – Peeters, 2004, p. 3-41.
- La genèse des évangiles, Notre Histoire 219, mars 2004, p. 39-43.
- Jésus de Nazareth, un juif enraciné et libre, Esprit et Vie 120, janvier 2005, p. 1-8.
- Vatername Gottes : IV, NT, Religion in Geschichte und Gegenwart 4, VIII, 2005, col. 891-892.
- Christologie du Nouveau Testament et liturgie, dans A. Passoni dell'Acqua (éd.), Il Vostro Frutto Rimanga, (FS G. Ghiberti), Bologne, Dehoniane, 2005, p. 297-308.
- À la recherche de la Parole : Études d'exégèse et de théologie biblique, 2006
- La première épître de Pierre, éditions du Cerf, 2011

### Libri scritti in collaborazione
- Les Paraboles évangéliques, ACFEB, 1989
- L'Institution de l'histoire, II, 1989
- Temps et eschatologie, Cerf, 1994
- Ce Dieu qui vient, Cerf, 1995
- La Sagesse biblique, ACFEB, 1995
- L'Évangile exploré, Cerf, 1996
- Paul de Tarse, ACFEB, 1996
- Procès de Jésus, procès des Juifs?, Cerf, 1998
- Jésus de Nazareth - Nouvelles approches d'une énigme, Labor et fides, 1998
- L'Église à venir, Cerf, 1999
- Typologie biblique, Cerf, 2002
- Le cas Jésus Christ, Bayard, 2002
- Christologie, Cerf, 2003
- L'Origine du christianisme, Esprit et Vie, 2006